# Conilhac-Corbières
Conilhac-Corbières – miejscowość i gmina we Francji, w regionie Oksytania, w departamencie Aude.
Według danych na rok 1990 gminę zamieszkiwały 582 osoby, a gęstość zaludnienia wynosiła 48 osób/km² (wśród 1545 gmin Langwedocji-Roussillon Conilhac-Corbières plasuje się na 480. miejscu pod względem liczby ludności, natomiast pod względem powierzchni na miejscu 645.).